# 女孩力量
女孩力量，原來的意思指一般女性的動力。
後來英國女子演唱組合辣妹合唱團崛起，當中的成員Melanie C在自己的身上刺青上“女力”，並為這個詞語帶入“女性的正面形象”這個新意思。